# Гуминский, Виктор Мирославович
Виктор Мирославович Гуминский (род. 1949) — советский и российский учёный-филолог, литературовед и писатель, доктор филологических наук (1997), профессор (2001). Член Союза журналистов СССР  (1984) и Союза писателей СССР (1988). Главный научный сотрудник ИМЛИ РАН (с 2005 года). Секретарь Правления Союза писателей России с 1999 года.

## Биография
Родился 22 февраля 1949 года в Москве.
С 1967 по 1968 год работал в Театральном музее имени А. А. Бахрушина. С 1968 по 1969 год — научный сотрудник Государственного музея имени  Л. Н. Толстого. С 1969 по 1974 год обучался на Филологическом факультете МГУ. Одновременно с обучением в университете с 1971 по 1972 год работал в Центральной оптовой книжной базе Госкомиздата СССР и с 1972 по 1975 год в музее-заповеднике Коломенское. С 1974 по 1978 год обучался в аспирантуре при Литературном институте имени А. М. Горького.  С 1975 по 1976 год — редактор издательств «Молодая гвардия» и «Художественная литература». С 1979 по 1980 и с 1981 по 1988 год — редактор журнала «Литературная учёба» и с 1980 по 1981 год — «Просвещение». 
С 1988 года работает в ИМЛИ АН СССР: с 1988 по 1996 год — старший научный сотрудник, с 1998 года — заместитель директора этого института и с 2005 года — главный научный сотрудник. Одновременно с 1996 по 1998 год был заведующим отделом филологии и искусствоведения Российского гуманитарного научного фонда. С 1988 года одновременно с научной деятельностью является преподавателем  Московского художественного института имени В. И. Сурикова. В 1979 году защитил диссертацию на соискание учёной степени кандидат филологических наук по теме: «Проблема генезиса и развития жанра путешествий в русской литературе», в 1997 году защитился в ИМЛИ РАН становится доктором филологических наук по теме: «Жанр путешествия в русской литературе и творческие искания Н. В. Гоголя». В 2001 году приказом Высшей аттестационной комиссии Виктору Гуминскому было присвоено учёное звание — профессор.
Член Союза журналистов СССР  с 1984 года и Союза писателей СССР с 1988 года. С 1999 года — секретарь Правления Союза писателей России. Литературную деятельность начал с 1972 года напечатав первый рассказ в журнале «В мире книг». Был автором таких произведений как: роман «Взгляд сквозь столетия. Русская Фантастика XVIII и первой половины XIX века» (1977), «Пенаты. Уроки русской классической литературы» (1985), «Альманах библиофила» и «Избранные произведения» в двух томах писателя Владимира Арсеньева(1986), ; «Открытие мира, или Путешествия и странники» (1987), «Русская литература путешествий в мировом историко-культурном контексте» (2017). Произведения писателя печатались в издательствах «Советская Россия», «Молодая гвардия», «Современник» и «Книга», и публиковались в журналах «Молодая гвардия», «Литературная учёба», «Слово», «Москва», «Наш современник».

## Награды
- Золотая Пушкинская медаль (1999 — «за вклад в развитие русской литературы»)